# Pinetum

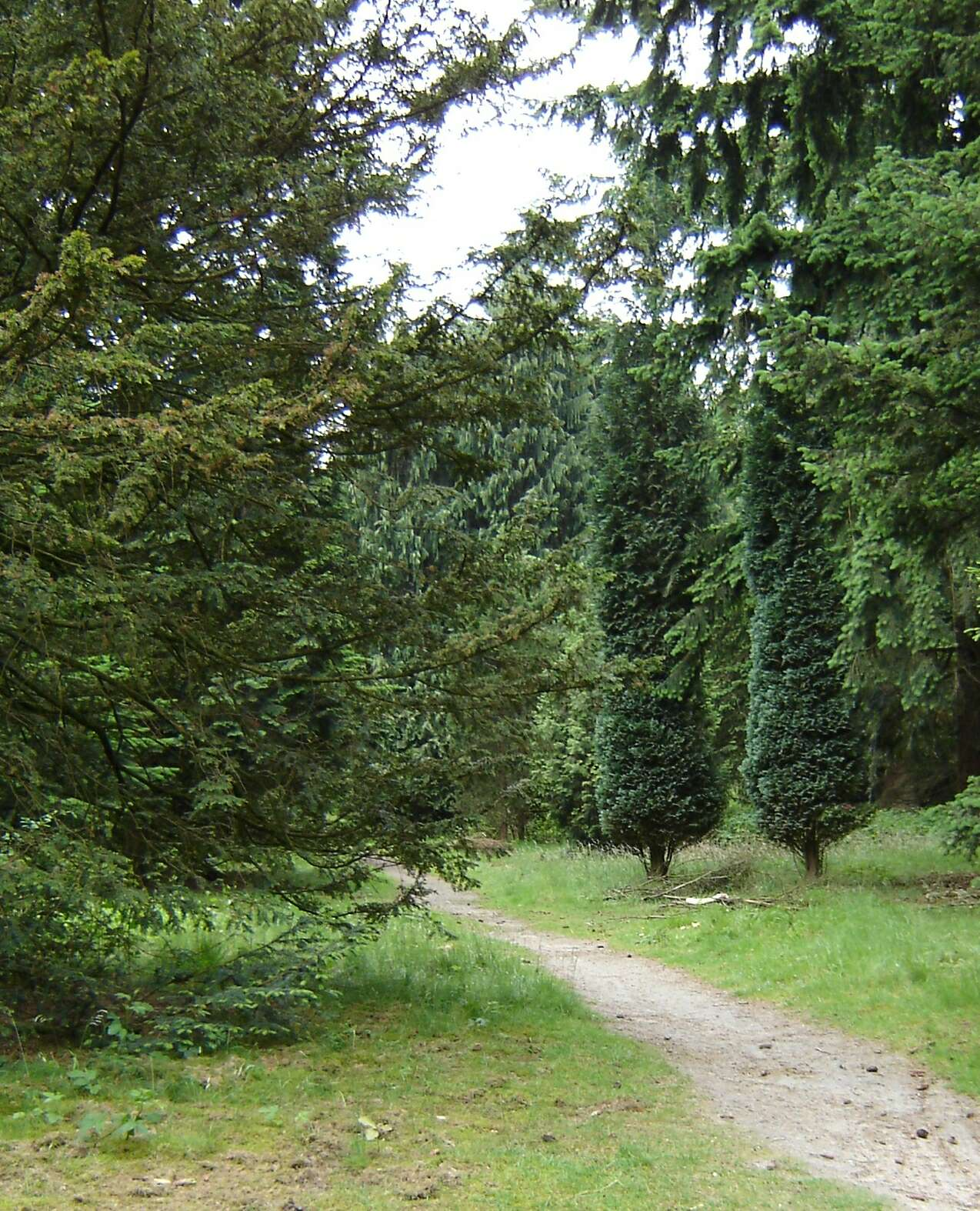
Pinetum Birkhoven

Een pinetum is een naaldbomentuin. Het is een gespecialiseerd arboretum waarin uitsluitend of hoofdzakelijk coniferen zijn aangeplant. Het oudste pinetum van Nederland is "Schovenhorst" bij Putten op de Veluwe.
Men spreekt "pinetum" uit als: pieneetum. Het meervoud van pinetum is: pineta.

## Terminologische kwesties
De term "pinetum" is een neologisme, afgeleid van Pinus of Pinaceae (of wellicht het Nederlandse "pijnboom" of Engelse "pine" of "pine-tree") en arboretum. Men bedoelt met een pinetum echter een verzameling van coniferen.
In de volksmond wordt met conifeer veelal een boom uit de geslachten Chamaecyparis en Cupressus (zie cipres), Thuja (levensboom), Juniperus (jeneverbes) en andere aangeduid en meestal niet Pinus (den), Picea (spar), de leden van de familie Pinaceae. Wetenschappelijk gezien ligt dit net omgekeerd. De coniferen (wetenschappelijke naam, afhankelijk van het gebruikte boek Coniferae, Coniferales, Pinophyta, Pinopsida, Pinales of Pinaceae) omvatten alle mogelijke soorten dennen, sparren, cipressen, taxussen, etc. Ook naaldboom is geen eenduidig begrip. Niet alle coniferen hebben naalden, en sommige coniferen hebben alleen naalden in bepaalde levensstadia.
In het Nederlands zou men in plaats van over een "naaldbomentuin" dan ook op wetenschappelijke gronden eigenlijk beter over een "coniferentuin" kunnen spreken. Dat doen sommige auteurs dan ook (bijvoorbeeld Pannekoek (1968)). Hier is echter in aansluiting aan bijvoorbeeld Buis (1998) voor "naaldbomentuin" gekozen, omdat dit beter aansluit bij het Nederlandse spraakgebruik.

## Waarom werden / worden pineta aangelegd?
Elk pinetum in Nederland, België of daarbuiten heeft een andere ontstaansgeschiedenis. De belangrijkste beweegredenen voor het aanleggen van een pinetum lagen echter veelal op één of meer van de volgende terreinen:
- verzameldrift: het aanleggen van een verzameling: zoals men een postzegelverzameling aanlegt, kan men ook (levende) coniferen verzamelen. Vooral in vroeger eeuwen getuigde het hebben van een omvangrijke collectie (exotische) bomen veelal van een grote maatschappelijke status. Sommige particuliere collecties hebben hun oorsprong in deze vorm van liefhebberij, bijvoorbeeld het Von Gimborn Arboretum te Doorn.
- wetenschappelijke collectievorming: in botanische tuinen ging men aandacht besteden aan coniferen. Inmiddels is het Von Gimborn Arboretum een onderdeel van de Botanische Tuinen Universiteit Utrecht.
- esthetiek: veel pineta zijn aangelegd met veel gevoel voor de schoonheid van de bomen. Het is aantrekkelijk in een dergelijk park te wandelen, te genieten van de verscheidenheid in kleur en vorm van de aangeplante bomen, en te genieten van de rust die er heerst en van de vogels die er rondvliegen.
- bosbouwkundig onderzoek: de wens om het aantal soorten dat gebruikt werd in de bosbouw te variëren, leidde tot experimenten, waaruit bijvoorbeeld het Pinetum Ter Borgh te Anloo en Landgoed Schovenhorst te Putten zijn ontstaan.
- handel: een pinetum kan ook worden aangelegd en onderhouden om tuineigenaren en hoveniers in staat te stellen een verantwoorde keuze te doen van bomen voor de siertuin.
- onderwijs: biologiestudenten, leerlingen van het bosbouw- en tuinbouwonderwijs, etc. kunnen hun kennis van soorten toetsen en vergroten.
- natuureducatie: de kennis der natuur bij het grote publiek (en vooral bij jongeren) kan door een bezoek aan een pinetum worden vergroot, zeker wanneer dat bezoek plaatsvindt onder leiding van een deskundige gids.

## Pineta in Nederland en België
Veel arboreta hebben een grotere of kleinere collectie coniferen. Arboreta die gespecialiseerd zijn in coniferen zijn:
- Von Gimborn Arboretum te Doorn (Utrecht) - onderdeel van de Botanische Tuinen Universiteit Utrecht.
- Schovenhorst bij Putten op de Veluwe - In 1848 gesticht als proeftuin voor de bosbouw.
- Pinetum Birkhoven te Amersfoort.
- Pinetum Blijdenstein te Hilversum.
- Pinetum De Dennenhorst te Lunteren.
- Pinetum Ter Borgh te Anloo.
- Pinetum de Belten te Vorden.
- Pinetum 't Vinkennest te Wezep.
- Pinetum de Horstlanden op de campus in Enschede
- Pinetum in Natuurpark Berg & Bos in Apeldoorn
- Pinetum 't Bergelt in Vierhouten
- Pinetum in het Gijsbrecht van Aemstelpark in Amsterdam